# 至道無難
至道無難（しどう むなん、慶長8年（1603年） - 延宝4年8月19日（1676年9月26日））は、江戸時代初期の臨済宗の僧侶。本姓は大神氏、俗姓は相川。幼名は刑部太郎、通称は治太郎、源右衛門。俗諱は親明（ちかあき）。号に却外、道時等。
白隠慧鶴の法祖父に当たることで知られる。関ヶ原宿で本陣を営み、50歳前後で出家、寺を構えることを厭い、庵を営んで過ごした。また法語を説く際には好んで道歌を用いた。

## 号の由来
僧璨『信心銘』の初句「至道無難、唯嫌揀択」（至道（しいどう）に難きこと無し。唯だ揀択（けんぢやく）を嫌ふ。）に因る。この句は趙州従諗が引用した逸話が『碧巌録』第二則「趙州の至道無難」として掲載されたことで広まった。

## 生涯

### 生い立ち
慶長8年（1603年）、美濃国不破郡関ヶ原宿で本陣を営む相川治郎道祐と園の長男として生まれる。現在岐阜県関ケ原町大字関ケ原902番地の脇本陣跡に「至道無難禅師生誕地」碑が建つ。
生誕3年前の慶長5年（1600年）には同地で関ヶ原の戦いがあり、伯父の三輪林輪主は村々を逃げ惑う中偶々小西行長を捕らえ、戦功を得たが、豊臣氏方からの咎めから逃れるため一族は三輪から相川や大村へと改姓し、僧侶として褒賞を得たことに対する世間の非難に晒されながら生活していた。
戦後の混乱が続く中、相川家の宿屋はたびたび大名の投宿を受け入れていた。そこで、従弟奥之助の長女お国が越前福井藩主松平忠直の執心を受け、福井城に召された。しかし、忠直は乱行により豊後国に配流され、お国は豊後国に召し連れられ、相川家奥之助家も巻き添えを受け、土地を没収されて廃絶した。このように無難が生まれてから時代に翻弄された親類を見続けてきたことが世の無常を感ずる主因であったと梶浦（1942）は指摘する。

### 在家時代
無難は幼少より書道を嗜み、特に草書を好んだため仮名書童子と称されたという。父に連れ立って京都や大坂に赴き、依然として戦後の混乱が残る世に無常を感じ、仏教に惹かれたが、嫡子のため果たせず、父の本陣を継いだ。
八百津村大仙寺愚堂東寔が京都に上る際投宿した際、在家のまま教えを請い、本来無一物の公案を授けられた。その後も愚堂が投宿する度に教えを受けた。ある時東寔が無難が銭を束ねる糸を無心に結わいているのを見て、かなりの悟りの域に達したと看做したという。間もなく公案が解け、愚堂に劫外の号を授けられた。至道無難を会得し至道無難の号を授かったのは慶安2年（1649年）のこととされる。慶安5年（1652年）1月には松尾村（関ケ原町大字松尾）井上神社ヘ田地を奉納し、「関原郷 至道無難居士」と署名している。

### 出家
現世の無常に悩まされ、また出家の思いが募る中、無難は大酒を飲んで狼藉を働き、家人から疎まれるようになった。大名から江戸に招聘されていた東寔は、家人の話を聞き、宿屋に酒樽を置いて無難の帰りを待ち、別れの盃をするから以降飲酒を止めるように言った。無難は改心して清談に耽り、そのまま東寔に随って江戸金杉村正燈庵（現正燈寺）に至り、即日剃髪し出家したという。無難の江戸行の年代は諸説あり定かでないが、公田（1940）は愚堂が江戸に招聘された承応3年（1654年）とする。また酒乱について、公田（1940）は家を出るための口実作りであったと好意的に解釈する。
江戸正灯庵では愚堂の厳しい教えに耐え、研鑽を積んだ。遂に愚堂に国師の附囑を受けられたが辞退し、独立して麻布桜田町に東北庵を構えた。出羽米沢藩上杉氏、美濃加納藩安藤氏、新加納陣屋坪内氏等の崇敬を受けた。この頃は子供に手習いや謡曲を教えていたともいう。

### 晩年
寛文7年（1667年）門人が東北庵を禅河山東北寺へと発展させると、無難はその初代住職となることを請われたが、辞退した。自身の高弟道鏡慧端は信濃国にあったため、三田に隠棲していた弟弟子洞天慧水を呼び寄せてこれに当て、自身は別院に住んだ。この頃『即心記』『自性記』を著した。
延宝2年（1674年）小石川戸崎町に地所家屋を購入して庵を営み、至道庵と呼ばれた。2年後の延宝4年（1676年）8月19日に老衰で死去、東北寺に埋葬され、塔頭が建てられた。

### 死後
至道庵は弟子の祥山丹瑞が継いだ。至道庵はその後の興廃を経て明治39年（1906年）に一旦廃滅し、大正3年（1914年）小石川茗荷谷町に再興されるも、昭和20年（1945年）東京大空襲に依り消失、再建は成らなかった。
元禄9年（1696年）東北寺は渋谷広尾町に移転したが、墓は旧地に残り、安永4年（1776年）百年遠諱時に移され、10月17日東嶺円慈が東北寺より戸崎町至道庵に分骨した。
無難は生前無位無官を貫いたが、明和7年（1770年）秋、東北寺忠山の働きかけにより妙心寺首座を贈号された。

## 弟子
高弟に道鏡慧端がいる。道鏡は白隠慧鶴を見出し、その白隠から一大法脈が築かれた。
他には四庵主として至道庵二世祥山丹瑞、谷中幻住庵主光応一外、極楽水庵主岩融円徹、至道庵脇の小庵主、明通清鑑の名が挙がる。また、白隠『壁生草』は道鏡のほか、伊豆国松崎町禅海寺鉄髄和尚、駿河国菩提樹院頂門和尚を三子とする。
また、徳川綱吉侍局貞松院長元尼、上杉定勝女長松院松嶺隠之尼は無難の下で得度している。

## 著作
- 『即心記』 - 寛文10年（1670年）9月成立、同年冬刊、延宝4年（1676年）5月追記。
- 『自性記』 - 寛文11年（1671年）8月成立、同年冬刊、延宝2年（1674年）冬追記。
- 『無難禅師道歌集』 - 天保15年（1844年）9月至道庵東国玄海刊。

その他、相川家、大村家、龍澤寺、細川家などに法語が伝えられる。

## 家族
- 父：相川次郎左衛門道祐親直（親章）（元亀元年（1570年） - 寛文2年（1662年）11月29日）
- 母：園（ - 寛永7年（1630年）8月8日） - 近江国長浜氏
- 妻：お栗、後お房（? - 寛文元年（1661年）9月29日）
  - 男子：野沢源左衛門元易親顕（寛永6年（1629年） - 正徳3年（1713年）6月19日）
  - 女子：お三（? - 宝永8年（1711年）1月29日）